# Water-polo aux Jeux olympiques d'été de 1924
Navigation
Anvers 1920 Amsterdam 1928

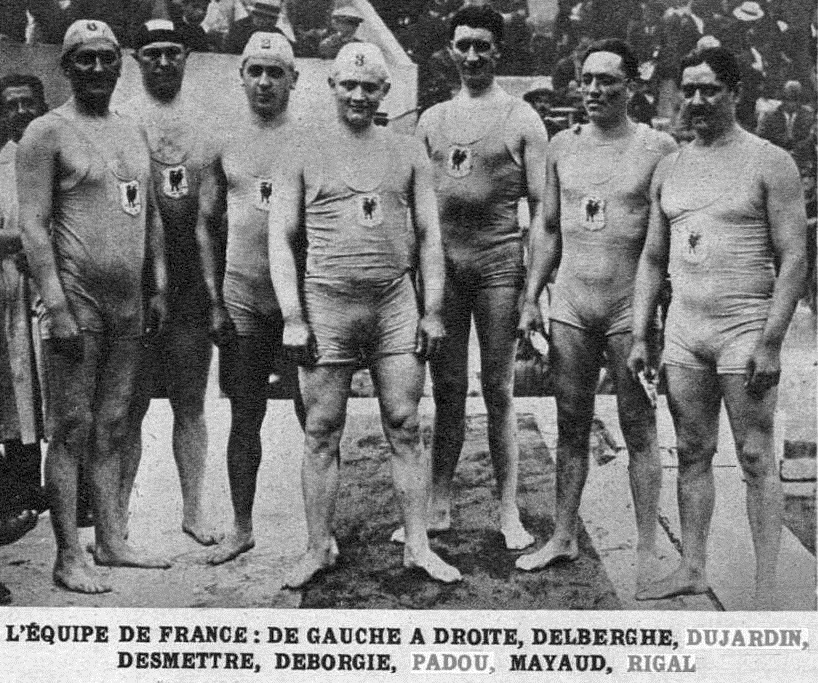
L'équipe de France de water-polo, championne olympique en 1924.

Le tournoi de water-polo aux Jeux olympiques d'été de 1924 a lieu à la piscine des Tourelles dans le 20e arrondissement de Paris, du 13 au 20 juillet 1924. Il s'agit de la sixième édition de cette compétition depuis son apparition au programme olympique lors des Jeux de 1900. Elle voit la victoire de l'équipe de France.
« Suivant les règles imposées par la Fédération Internationale de Natation Amateur, ce tournoi fut mis en compétition suivant la formule Bergwall ». Quatorze équipes sont engagées mais l'Autriche déclare forfait. Le tournoi a donné lieu à dix-neuf matchs. Pour la première fois depuis l'apparition du water-polo aux jeux olympiques en 1900, la Grande-Bretagne ne s'adjuge pas la médaille d'or. Johnny Weissmuller participe à un match (le match pour la médaille de bronze), et s'octroie sa quatrième médaille de ces Jeux.

## Podium
| Or | Argent | Bronze |
| France Albert Deborgies Noël Delberghe Robert Desmettre Paul Dujardin Albert Mayaud Henri Padou Georges RigalR. Bertrand Jean Lasquin A. Fasani J. Perol | Belgique Gérard Blitz Maurice Blitz Joseph Cludts (en) Joseph de Combe Pierre Dewin Albert Durant (en) Georges Fleurix (en) Paul Gailly Joseph Pletinckx Jules Thiry (en) Jean-Pierre Vermetten (en) | États-Unis, Arthur Austin (en) Oliver Horn (en) Fred Lauer (en) George Mitchell (en) John Bayes Norton (en) Wally O'Connor George Schroth Herb Vollmer (en) Johnny WeissmullerElmer Collett (en) Jam Handy (en) |

Les compétiteurs sous la ligne sont médaillés bien qu'ils n'aient participé au moindre match.

## Résultats
Tableau synoptique des résultats du tournoi de water-polo :

### Tournoi pour la médaille d'or
Par tirage au sort, la sélection de Belgique et l'équipe d'Espagne sont exemptées de premier tour.
|  | Éliminatoires   | Éliminatoires   | Éliminatoires |  |  | Quarts de finale | Quarts de finale | Quarts de finale |   |          | Demi-finales | Demi-finales | Demi-finales |  |  | Finale | Finale | Finale |
|  |                 |                 |               |  |  |                  |                  |                  |   |          |              |              |              |  |  |        |        |        |
|  |                 |                 |               |  |  |                  |                  |                  |   |          |              |              |              |  |  |        |        |        |
|  |                 |                 |               |  |  | Belgique         | Belgique         | 7                |   |          |              |              |              |  |  |        |        |        |
|  | Hongrie         | Hongrie         | 7 (ap)        |  |  | Hongrie          | Hongrie          | 2                |   |          |              |              |              |  |  |        |        |        |
|  | Grande-Bretagne | Grande-Bretagne | 6             |  |  |                  |                  |                  |   | Belgique | Belgique     | 5            |              |  |  |        |        |        |
|  | Irlande         | Irlande         | par           |  |  |                  | Tchécoslovaquie  | Tchécoslovaquie  | 1 |          |              |              |              |  |  |        |        |        |
|  | Autriche        | Autriche        | forfait       |  |  | Irlande          | Irlande          | 2                |   |          |              |              |              |  |  |        |        |        |
|  | Tchécoslovaquie | Tchécoslovaquie | 6             |  |  | Tchécoslovaquie  | Tchécoslovaquie  | 4                |   |          |              |              |              |  |  |        |        |        |
|  | Grèce           | Grèce           | 1             |  |  |                  |                  |                  |   |          | Belgique     | Belgique     | 0            |  |  |        |        |        |
|  | Pays-Bas        | Pays-Bas        | 7             |  |  |                  | France           | France           | 3 |          |              |              |              |  |  |        |        |        |
|  | Suisse          | Suisse          | 0             |  |  | Pays-Bas         | Pays-Bas         | 3                |   |          |              |              |              |  |  |        |        |        |
|  | France          | France          | 3 (ap)        |  |  | France           | France           | 6                |   |          |              |              |              |  |  |        |        |        |
|  | États-Unis      | États-Unis      | 1             |  |  |                  |                  |                  |   | France   | France       | 4            |              |  |  |        |        |        |
|  | Suède           | Suède           | 7             |  |  |                  | Suède            | Suède            | 2 |          |              |              |              |  |  |        |        |        |
|  | Italie          | Italie          | 0             |  |  | Suède            | Suède            | 9                |   |          |              |              |              |  |  |        |        |        |
|  |                 |                 |               |  |  | Espagne          | Espagne          | 0                |   |          |              |              |              |  |  |        |        |        |
|  |                 |                 |               |  |  |                  |                  |                  |   |          |              |              |              |  |  |        |        |        |

### Tournoi pour la médaille d'argent
Équipes battues par la France, classée première :
|  | Premier tour | Premier tour | Premier tour |  |  | Finale     | Finale     | Finale |
|  |              |              |              |  |  |            |            |        |
|  | États-Unis   | États-Unis   | 4            |  |  |            |            |        |
|  | Pays-Bas     | Pays-Bas     | 2            |  |  | États-Unis | États-Unis | 1 / 1  |
|  | Suède        | Suède        | 3            |  |  | Belgique   | Belgique   | 2 / 2  |
|  | Belgique     | Belgique     | 4            |  |  |            |            |        |
|  |              |              |              |  |  |            |            |        |
|  |              |              |              |  |  |            |            |        |
|  |              |              |              |  |  |            |            |        |

### Tournoi pour la médaille de bronze
Équipes battues par la France, classée première, et par la Belgique, classée deuxième :
|  | Premier tour    | Premier tour    | Premier tour |  |  | Demi-finales | Demi-finales | Demi-finales |   |            | Finale     | Finale | Finale |
|  |                 |                 |              |  |  |              |              |              |   |            |            |        |        |
|  |                 |                 |              |  |  |              |              |              |   |            |            |        |        |
|  |                 |                 |              |  |  | États-Unis   | États-Unis   | 4            |   |            |            |        |        |
|  |                 |                 |              |  |  | Pays-Bas     | Pays-Bas     | 2            |   |            |            |        |        |
|  |                 |                 |              |  |  |              |              |              |   | États-Unis | États-Unis | 3      |        |
|  |                 |                 |              |  |  |              | Suède        | Suède        | 2 |            |            |        |        |
|  |                 |                 |              |  |  | Suède        | Suède        | 4            |   |            |            |        |        |
|  | Hongrie         | Hongrie         | 7            |  |  | Hongrie      | Hongrie      | 1            |   |            |            |        |        |
|  | Tchécoslovaquie | Tchécoslovaquie | 0            |  |  |              |              |              |   |            |            |        |        |
|  |                 |                 |              |  |  |              |              |              |   |            |            |        |        |
|  |                 |                 |              |  |  |              |              |              |   |            |            |        |        |